# Alumar
A Alumar (Consórcio de Alumínio do Maranhão S.A.), instalada em São Luís, é uma empresa formada por um consórcio entre as mineradoras transnacionais Alcoa, South 32 e Alcan. É uma das maiores produtoras de alumina do mundo, e uma das maiores empresas instaladas no Maranhão. Era também uma grande produtora de alumínio, mas as atividades com o metal foram encerradas em março de 2015.

## Histórico
Em julho de 1980, em meio a uma fase política e econômica conturbada, o projeto para instalação de uma fábrica de alumínio da Alcoa Alumínio S.A. na Ilha de São Luís foi aprovado por cinco ministérios e pelo então presidente do Brasil, o General João Batista Figueiredo. O local foi escolhido devido à localização estratégica, às vantagens portuárias e ao suprimento de energia da Usina de Tucuruí. Com um investimento de 1,475 bilhão de dólares, a mineradora iniciou as obras em agosto desse ano.
Em 29 de setembro de 1981, com a construção em andamento, a BHP Billiton comprou 40% das ações do empreendimento, firmando consórcio com a Alcoa Alumínio. A Alumar enfrentou oposição de políticos e ambientalistas, que temiam que a operação da fábrica pudesse trazer consequências desastrosas à fauna e flora da ilha. Mesmo assim, as obras continuaram, chegando a empregar cerca de 15 mil pessoas. O porto foi a primeira parte do complexo a entrar em operação, em 17 de janeiro de 1983, quando o navio Alamoa fez a primeira descarga de soda cáustica; em 17 de março de 1984, o navio Puffin Arrow trouxe o primeiro carregamento de bauxita, e outros compostos foram trazidos posteriormente. A Refinaria entrou em operação pela primeira vez em 13 de maio de 1984, e a Redução, em 9 de julho do mesmo ano, produzindo as primeiras toneladas do metal. A Alumar foi oficialmente inaugurada em 16 de agosto de 1984, com a presença de várias autoridades e representantes das duas mineradoras.
O complexo foi projetado inicialmente para produzir 100 mil toneladas de alumínio e 500 mil de alumina por ano. Uma vez garantida essa meta, foi iniciada a primeira ampliação, exclusivamente pela construtora Camargo Corrêa, então dona de 35% das ações da Alcoa Alumínio. Essa etapa foi inaugurada em março de 1986, com a presença do então presidente José Sarney, e finalizada em julho desse ano. Uma segunda ampliação, com maior contribuição da Billiton, entrou em operação em 18 de setembro de 1990. Dessa forma, a Alumar se tornou uma das três maiores plantas de alumínio do mundo, produzindo em média 365 mil toneladas de alumínio e 1,25 milhão de toneladas de alumina por ano na década de 90. Em fevereiro de 1992, a Alcan (subsidiária da Rio Tinto) entrou para o consórcio. Em junho de 1994, foi realizada a primeira carga de alumínio no terminal portuário da Alumar.
Em janeiro de 2007, foi iniciada uma expansão da refinaria do consórcio, que teve um investimento de R$ 5,2 bilhões. As novas estruturas foram inauguradas em dezembro de 2009, na presença do presidente Luiz Inácio Lula da Silva, da governadora Roseana Sarney e outras autoridades. Com isso, a capacidade anual de produção de alumina, matéria-prima do alumínio, passou de 1,5 milhão de toneladas para 3,5 milhões. Atualmente,  o setor de alumina da Alumar tem participação das empresas Alcoa (54%), South32 (36%) e Rio Tinto (10%).

## Produção
A bauxita chega através do porto e é trazida de minas em Trombetas e Juruti, no oeste do Pará. Na Refinaria, o minério é submetido ao processo Bayer, através do qual se obtém a alumina após uma série de reações em solução aquosa. Ao fim deste processo, é formado um resíduo poluente denominado lama vermelha, que pode trazer sérios prejuízos ao meio ambiente se não for disposto de maneira adequada. Na Redução, a alumina passava pelo processo Hall-Héroult dentro das cubas, sendo obtido alumínio metálico através de eletrólise. Também através do porto, a produção da planta da Alumar é escoada.
Desde 2013, a Alcoa veio reduzindo a produção de alumínio no Brasil como parte de um plano global de cortes de gastos. A empresa havia paralisado a redução em sua unidade em Poços de Caldas em 2014. Em março de 2015, foi cortada a produção restante de 74 mil toneladas de alumínio na planta de São Luís, encerrando a fabricação do metal pela empresa no país. A Redução na unidade foi fechada e 650 funcionários foram demitidos, entretanto, as atividades com alumina não foram afetadas.
Em abril de 2022, foi retomada a produção de alumínio na Redução, após um investimento de R$ 957 milhões. A exportação é realizada pelo Porto do Itaqui.
|                   | 2011    | 2012    | 2013    | 2014    | 2015    | 2016     | 2017    | 2018    | 2019    | 2020    |
| Alumina           | 3.371,5 | 3.398,2 | 3.442,2 | 3.639,3 | 3.671,8 | 3.715,92 | 3.695,5 | 3.512,0 | 3.671,7 | 3.850,0 |
| Alumínio primário | 438,3   | 402,4   | 339,5   | 167,0   | 34,8    | —        | —       | —       | —       | —       |

## Porto da Alumar
O Porto da Alumar está localizado na baía de São Marcos, na confluência do Estreito dos Coqueiros com o Rio dos Cachorros, a oeste da ilha de Upaon-açu, tendo na margem oposta a ilha de Tauá-Mirim. Tem um canal de acesso de 5,5 km, a partir do porto do Itaqui, com uma largura mínima de 120 metros, sinalizado e balizado pela própria empresa, onde atracam navios graneleiros em um cais de 252 m de comprimento.
O porto pode receber navios de até 50 mil toneladas, com calado de 8 a 12 metros quando carregados.
Projetado inicialmente para descarregamento de matérias-primas, como bauxita, carvão, coque, piche, soda cáustica e carvão mineral, também foi concebido para operar com exportação.
Em 2020, o Porto da Alumar movimentou 15,3 milhões de toneladas.

## Termelétrica Alumar
Em 2009, entrou em operação a Usina Termelétrica Alumar, formada por duas unidades geradoras, onde cada turbina tem 37,6 MW, num total de 75,2 MW de capacidade instalada, sendo movida a carvão mineral.

## Parque Ambiental
O Parque Ambiental da Alumar possui 1.800 hectares, tendo sido inaugurado em 1996, sendo composto de manguezais, capoeiras, várzeas e brejos, abrigando diversas espécies de animais. Também é composto por um prédio administrativo, um prédio para oficinas de educação ambiental, alojamento para pesquisadores, anfiteatro, trilha, mirante, viveiro de mudas, área de compostagem e estacionamento para visitantes.